# Дрік білуватий
Дрік білуватий (Genista albida) — вид квіткових рослин з родини бобових (Fabaceae).

## Біоморфологічна характеристика
Кущ 5–25 см заввишки. Листки відстовбурчено запушені з обох боків, 3–10 × 1.5–4 мм, прості, сидячі, від еліптичних до обернено-яйцюватих. Квітки розташовані поодинці або парами в пазусі кожного приквітника, іноді скупчені на кінцях гілок. Чашечка 5–7 мм, ворсинчаста. Боб вузько видовжений, густо-ворсинчастий, багатонасінний.

## Поширення
Поширення: Ліван-Сирія, Румунія, Росія, Закавказзя, Туреччина, Україна.
В Україні вид росте на кам'янистих схилах, скелях — у гірському Криму та на Тарханкутському півострові